# 辻庄市
辻 庄市（つじ しょういち、1963年9月14日 - ）は、日本の官僚。北陸財務局長を経て、信大教授。

## 略歴
1963年生まれ、福井県小浜市出身。1987年東京大学法学部卒業。1986年、東大法学部在学中に国家公務員一種試験（法律）に合格。1987年 大蔵省（現・財務省）入省（大臣官房文書課）。1989年4月 大臣官房調査企画課。1990年7月 主計局総務課調査主任。1991年7月 主計局総務課企画係長。1992年7月 桐生税務署長。1993年7月 横浜市財政局財政担当課長。1997年、ハーバード大学国際問題研究所研究員。1998年、大臣文書課企画調整室課長補佐。1999年、理財局国庫課課長補佐。2001年、関税局関税課企画調整室長。2002年、関税局総務課課長補佐（総括）。2004年、日本貿易振興機構フランクフルト事務所長、2006年、近畿財務局理財部長、2007年財務省大臣官房文書課政策評価室長兼業務企画室長兼情報公開室長、2008年、総務省人事・恩給局参事官（給与・退職手当等担当）、2010年、理財局計画官（地方債等担当）、2011年、宮内庁長官官房主計課長、2013年、内閣府政策統括官（経済財政運営担当）付参事官（予算編成基本方針担当）、2017年 中国財務局長。2018年 内閣官房まち・ひと・しごと創生本部事務局次長、内閣府地方創生推進事務局審議官、内閣府地方創生推進室次長として地方創生に携わった。2020年7月から北陸財務局長。2021年信州大学経法学部教授。趣味は、山登り、将棋など。